# لويس إدواردو دياز غرانادوس
لويس إدواردو دياز غرانادوس هو سياسي كولومبي، ولد في 15 يوليو 1970 في بارانكيا في كولومبيا. نشط حزبياً في Radical Change ‏.